# SV Drochtersen/Assel
El SV Drochtersen/Assel es un equipo de fútbol de Alemania que juega en la Regionalliga Nord, la cuarta liga de fútbol en importancia en el país.

## Historia
Fue fundado el 19 de abril de 1977 en la ciudad de Drochtersen en la Baja Sajonia luego de que se fusionaran dos departamentos de fútbol de la ciudad: VTV Assel y TVG Drochtersen.
En 1985 lograron su primer hecho importante al ascender a la Bezirksliga y posteriormente ascendieron a la Landesliga, pero a finales de la década de los años 1980s retornaron a la sexta categoría. En 2001 el club ascendió a la Landesliga Lüneburg.
Luego de varios años sin moverse de la Oberliga, el club ganó el título de la Niedersaschenliga y lograron ascender por primera vez en su historia a la Regionalliga Nord.

## Palmarés
- Niedersachsenliga: 1

2015
- Landesliga Lüneburg: 1

2012